# Puerta Califal
La Puerta de Califal  es una antigua puerta de la ciudad de época califal situada en la ciudad española de Ceuta.

## Historia
La puerta Bab-al-Jadid, puerta nueva, construida tras la conquista de Ceuta en 710 por Abderramán III, junto con la muralla que cerraba el istmo por el Oeste, los almohades le añadieron un recodo y finalmente, fue tapiada y encerrada tras la construcción de la Muralla Real en ella, como otras estructuras de la cerca islámica.
Durante la I Jornadas de fortificación de Ceuta, en el 2002, un grupo de asistentes que visitaban el interior del Baluarte de la Coraza encontraron superficies califales, de sillares, que nada tenían que ver con los paramentos portugueses, de mampostería, con lo que en el 2003 se decidió intervenir limpiando las paredes y rebajando el suelo, liberando el arco de herradura.
El 25 de abril de 2016 fue inaugurada su restauración y nuevos accesos.

## Descripción
La puerta consta de un arco de herradura, tras el que se sitúa una estancia cupulada, mientras en el yacimiento hay hornos romanos y restos de factorías de salazón, además de un muro tardoantiguo.